# Allan Schofield
Allan Schofield   (Bangalore, 26 de gener de 1957) és un jugador d'hoquei sobre herba indi, ja retirat, que va competir durant les dècades de 1970 i 1980. Jugava de porter. Viu al Canadà.
El 1980 va prendre part en els Jocs Olímpics d'Estiu de Moscou, on guanyà la medalla d'or en la competició d'hoquei sobre herba. En el seu palmarès també destaca una medalla de plata als Jocs Asiàtics de 1978.